# Стефан Михайляну
Стефан Михайляну (на румънски: Ştefan Mihăileanu, Щефан Михайляну) е румънски лингвист, публицист и издател, убит е при атентат на Върховния македонски комитет и Вътрешната македоно-одринска революционна организация. Убийството му предизвиква така наречената Афера Михайляну, която за кратко изправя България и Румъния на ръба на войната.

## Биография
Михайляну е македонец от куцовлашки произход, роден в 1859 година във влашкото село Горна Белица или в Охрид, където учи в местното аромънско училище. След като то набързо е овладяно от власи – гръкомани, емигрира в Румъния. Завършва висшето си образование в Букурещ, където пише дипломна работа върху арумънските диалекти в Македония. Известно време работи като учител, става директор на Румънската гимназия в Солун, а през 1888 – 1889 година участва в издаването на първото арумънско литературно списание „Мачедония“, излизало в Букурещ.
В Букурещ Михайляну е директор на гръцката гимназия. На 23 януари 1900 година Михайляну възобновява издаването в Букурещ на вестник „Пенинсула Балканика“, който заема крайно отрицателно отношение към ВМОК и често публикува на страниците си тайни на организацията, до които журналистите му са се добрали. Вестникът например обявява, че ВМОК е събрал насила 30 000 лева от влашката колония в София за „освободителното дело“ и се нахвърля върху комитета, като нарича ръководителите му лъжци, нехранимайковци и паразити. След този случай ръководството на Върховния македонски комитет в София решава да убие румънския журналист. Той е застрелян в центъра на Букурещ при съвместна акция на Вътрешната организация и Върховния комитет на 22 юли 1900 година.
Убийството на Михайляну изправя за кратко България и Румъния на ръба на войната, като Румъния струпва войски по дунавската граница. Българското правителство е принудено през нощта на 23 срещу 24 март 1901 година да арестува членовете на Върховния македоно-одрински комитет Борис Сарафов, Владислав Ковачев, Тома Давидов, Георги Петров и други, което предизвиква трусове в организацията. Процесът срещу Сарафов и другите членове на ВМОК започва на 29 юли 1901 година и на 2 август са оправдани поради липса на доказателства.
В 1901 година приятелите на Михайляну издават неговия арумънско-румънски речник „Dictionar Macedo-Roman“, филологическа студия за арумънския език от 500 страници, в която арумънските думи са обяснени с румънски с много честа употреба на цели арумънски изречения, фрази, синоними и т.н. и с кратка арумънска граматика в началото. Освен това Михайляну е автор и на голям брой стихове, проза, статии и есета в литературни списания.